# ベネディクト・アーノルド
ベネディクト・アーノルド5世（英: Benedict Arnold V、1741年1月14日（ユリウス暦では1740年1月3日） - 1801年6月14日）は、アメリカ独立戦争での大陸軍将軍である。様々な戦功を挙げアメリカ合衆国の独立に大きく寄与しながらも、アメリカ側の将軍である時にニューヨークのウェストポイント砦でイギリス軍へのその引渡しを画策したことで知られている。この謀略が未遂に終わった後はイギリス軍に仕えた。
アーノルドはその狡猾さと勇敢さで独立戦争の初期に頭角を現した。その功績としては1775年のタイコンデロガ砦奪取、1776年にシャンプレーン湖におけるバルカー島の戦いで敗北しながらも良く防ぎ敵の侵攻を遅らせた戦術、コネチカット植民地でのリッジフィールドの戦い（この後で少将に昇進した）、および戦争の転換点となった1777年のサラトガの戦いが挙げられる。サラトガでは足を負傷して、その後数年間は戦歴を積むことができなくなった。
アーノルドはその成功にも拘らず、昇進では大陸会議に見送られ、その多くの功績は他の将官達に横取りされた。多くの政敵から汚職で告発され、大陸会議がその証言を調査した結果、アーノルドは戦争遂行のために私財を費やしたために借金を背負った結果だったことが分かった。アーノルドはひどく憤懣が募り、アメリカがフランスと同盟を結んだことに反対していたので、1779年に味方を裏切る決心をした。1780年7月、ウェストポイント砦をイギリス軍に渡すためにそこの指揮官職を求めて認められた。しかし、アメリカ軍がアーノルドの策略を書いた書類を携行していたイギリス軍のジョン・アンドレ少佐を捕まえたために、アーノルドの策謀が露呈した。アーノルドはアンドレが捕まったことを知ると、ハドソン川を下ってイギリス海軍のスループ船HMSバルチュアに逃亡し、同じ日にウェストポイントを査察しアーノルドに会って食事を共にするために到着していたジョージ・ワシントン将軍の部隊に捕まるのを辛うじて免れた。
アーノルドはイギリス軍で准将に任官され、年金360ポンドと総額6,000ポンド以上の報奨金を得た。その後はイギリス軍の1部隊を率いてバージニア植民地ブランフォードやコネチカット植民地ゴートンハイツで戦ったが、ヨークタウンの包囲戦で事実上の戦争は終わった。1782年冬、アーノルドは2人目の妻マーガレット・"ペギー"・シッペン・アーノルドと共にロンドンに渡った。イギリス国王ジョージ3世やトーリー党からは歓待されたが、ホイッグ党からは疎外された。1787年、アーノルドはニューブランズウィックのセントジョンで息子のリチャードやヘンリーと共に商売の道に入ったが、1791年に永住する為にロンドンに戻り、その10年後に死んだ。
アーノルドは味方を裏切ったために、アメリカ合衆国ではその名前が直ぐに裏切りの代名詞にされた。その遺した功績に対立する面があることで、彼の栄誉を称えるために立てられた幾つかの記念碑を曖昧な性格にしている。

## 生い立ち
アーノルドは、1741年1月14日に、コネチカットのノリッジで父親ベネディクト・アーノルド3世（1683年-1761年）と母親ハンナ・ウォーターマン・キングの6人の子供のうち2番目の子供として生まれた。ベネディクトという名前はロードアイランド植民地の知事を務めた曾祖父と、幼くして逝った兄ベネディクト4世の名前に因んでいる。彼と妹のハンナだけが成人し、他の兄弟は子供の時に黄熱病で夭折した。母方の祖母は、少なくとも4人のアメリカ合衆国大統領（ユリシーズ・S・グラント、フランクリン・ルーズベルト、ジョージ・ハーバート・ウォーカー・ブッシュ、ジョージ・ウォーカー・ブッシュ）の祖先にあたるジョン・ラスロップの子孫である。
アーノルドの父は成功した実業家であり、家庭はノリッジの社会で上流に上り詰めていた。アーノルドが10歳の時に、近くのカンタベリーにある私立学校に入学し、行く行くはイェール大学まで進学することを期待されていた。しかし、その2年後にアーノルドの兄弟達が死んだことで、父親は酒に溺れるようになったために家業が傾いていった可能性がある。アーノルドが14歳のときには私立学校に払う教育費が無くなった。父親がアルコール依存症と健康を害したことで、アーノルドを家業で鍛えることもできなかったが、アーノルドは母親の家系のつながりから、彼女の従兄弟でノリッジで薬局と雑貨交易を営んで成功していたダニエルとジョシュア・ラスロップの兄弟の所に奉公に出された。ラスロップ兄弟の所での奉公は7年間続いた。

### フレンチ・インディアン戦争
1755年に、アーノルドは鼓隊の音に魅力を感じてフランスに対抗して従軍する為に植民地の民兵隊に志願しようとしたが、母親が認めようとしなかった。1757年、16歳のときに民兵隊に入隊し、フランス領カナダからの侵略（フレンチ・インディアン戦争）に対し、オルバニーとジョージ湖に進軍した。フランスの侵略はウィリアム・ヘンリー砦の戦いで頂点を迎えた。ここでイギリス軍は、ルイ・ジョセフ子爵指揮下のフランス軍に屈辱的な大敗を喫した。イギリス軍の降伏に続いて、フランスの同盟インディアンはイギリス軍と植民地軍が提示した降伏条件を知って激怒した。イギリス軍は頭皮、武器などの戦利品を約束したが、何も実行されなかった。イギリス軍は捕虜となって護送中に180人以上が虐殺された。フランス正規軍はそれを止めることができなかった。このできごとは、若く多感であったアーノルドにフランスに対する変わらぬ憎しみを植え付け、彼の後の人生に影響することになった。この戦闘の悲惨な結果を耳にしたアーノルドの中隊は引き返すことになった。アーノルドは13日間だけ従軍したことになった。アーノルドが1758年に民兵隊から脱走したという一般に受け入れられている話があるが、これは不確かな文書に残されたものに基づくものである。

### 両親の死
1759年、アーノルドが特に愛していた母が亡くなり、まだ若い彼が酒浸りの父と若い妹を扶養することになった。父のアルコール依存症は母の死後さらに悪化した。彼は白昼酔っぱらって何度か拘束までされており、教会の聖餐式に出ることも止められた。父は1761年に亡くなり、20歳のアーノルドは家名を昔のように上げる決心をした。

## 独立戦争前の行動
1762年、ラスロップ兄弟の助けもあり、アーノルドはニューヘイブンで薬剤師と本屋として事業の実績を上げ始めた。アーノルドには大望があり、積極的だったので、商売は急速に拡大した。1763年には、ラスロップ兄弟から借りていた金を返済し、彼の父が負債のかたに売り払っていた家産を取り戻した。さらに1年後、十分な利益を出してそれを売り払った。1764年、アーノルドはニューヘイブンの若い商人アダム・バブコックと共同経営者になった。彼の家産を売った時に得た利益を元手に彼らは3隻の商船を買い、有利な西インド諸島貿易に乗り出した。この間、妹のハンナをニューヘイブンに連れてきて、彼が留守でも薬局をやっていけるようにした。アーノルドは自分の持ち船の1隻を指揮することも多く、ニューイングランド中やケベックから西インド諸島まで商用で旅した。それらの旅の一つでホンジュラスに行ったとき、アーノルドは彼のことを「ばかなヤンキー、紳士の作法も外聞も知らぬ奴め」と罵ったイギリスの船長と決闘した。その船長は最初の銃撃を交わしたときに傷つき、アーノルドが2発目の照準を合わせて殺すと脅したときに謝罪した。

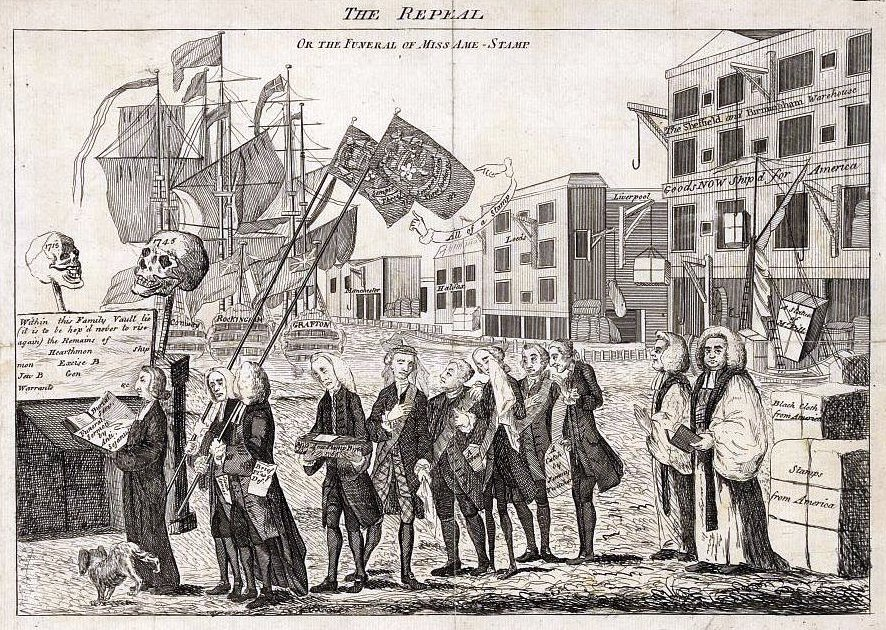
1766年の政治風刺漫画、印紙法の撤廃を伝えている

1764年の砂糖法と1765年の印紙法は植民地での商売をひどく制限した。印紙法が成立するとアーノルドも反対の声を上げる仲間達に加わるようになり、重荷となるイギリスの議会の法の執行に反対するために暴力を使うことを恐れない秘密結社である自由の息子達にも加わることになった。アーノルドは当初特に大衆運動に加わらずに、多くの商人と同じように、印紙法など存在していないかのように商売を続け、実のところ法律を無視して密貿易業者のようになっていた。政府によって課された抑圧的な税金のために、多くのニューイングランド商人が苦境に追い込まれた。アーノルド自身も個人破産に近い状態になり、16,000ポンドの借金を抱えた。債権者達はアーノルドの破産状態という噂を広げ、アーノルドが彼らに対して法的な措置を取るところまで行った。1767年1月28日の夜、アーノルドとその船の乗組員が自由の息子達の群衆に見守られて、アーノルドの密貿易を当局に密告した疑いのある男にけがをさせた。アーノルドは治安を乱した罪で告訴され50シリングの科料を払わされた。この事件に関する報道とアーノルドの見解に対する同情が拡がったことで、軽い罰になった。
1767年2月22日、アーノルドはニューヘイブンの保安官で共にフリーメイソンの会員になって知り合いになったサミュエル・マンスフィールドの娘マーガレットと結婚した。翌年に長男のベネディクト6世が生まれ、1769年にリチャード、1772年にヘンリーと3人の息子に恵まれたが、妻は独立戦争初期の1775年6月19日に亡くなった。これはアーノルドがタイコンデロガ砦を奪取してそこに居た時だった。家事は妻のマーガレットが居た時でも、妹のハンナが差配していた。アーノルドは事業の共同経営者になったマンスフィールドとの関係を利用し、その保安官としての地位を使って債権者から守るようにさせた。
アーノルドは、1770年3月5日にボストン虐殺事件が起こったとき西インド諸島にいたが、後に「大変な衝撃だった」と書き、「神よ、大陸の人間はみんな眠らされて従順に自由を放棄したのか、あるいはあんな悪党達に仕返しもできない哲学者になってしまったのか」と悩んだと記した。

## アメリカ独立戦争
1775年3月、ニューヘイブンの市民が65名でコネチカット防衛第2中隊を結成した。アーノルドはその指揮官である大尉に選ばれ、戦争に備えて訓練・鍛錬をおこなった。レキシントン・コンコードの戦いで独立戦争が始まったという知らせがニューヘイブンに届いたのは4月21日だった。アーノルドの中隊は翌日ボストンに行軍するべく集合したが、町政委員会は火薬を渡そうとはしなかった。アーノルドとデイビッド・ウースターの間の対立の中で（このことは毎年ニューヘイブンの火薬庫の日に再現されている）、アーノルドは年上のウースターに何としてでも火薬を手に入れると主張して説き伏せた。火薬庫が開かれ、アーノルドの中隊は武装できてボストンへの行軍を開始した。

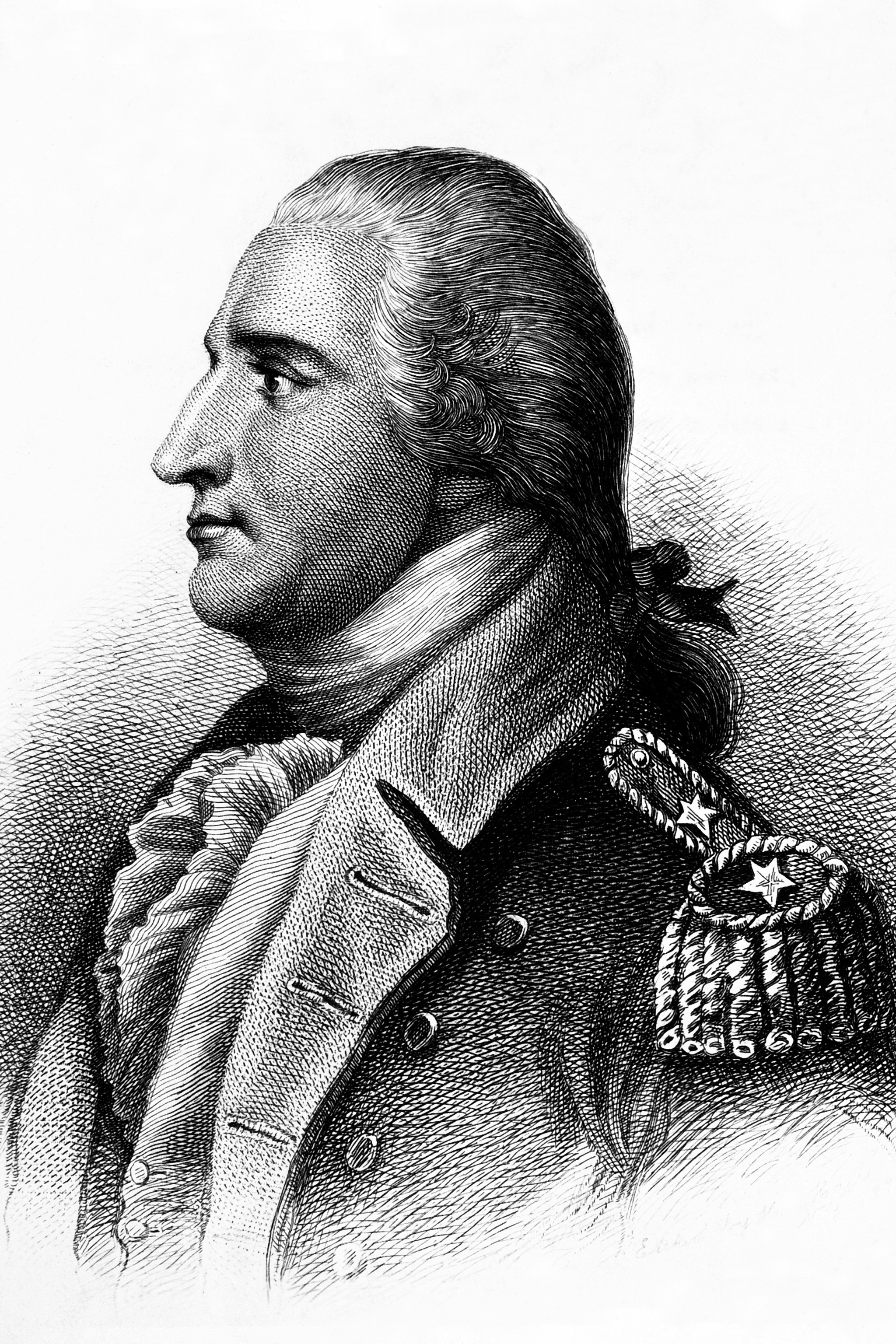
ベネディクト・アーノルド（ジョン・トランブル画をH・B・ホールが版画にしたものの写し）hi

途上でアーノルドはコネチカットの議員で民兵隊の大佐であるサミュエル・ホールデン・パーソンズ大佐に出会った。二人の対話の中で、革命軍に大砲が不足していること、シャンプレーン湖のタイコンデロガ砦に多くの大砲があること、その砦を確保するために遠征隊を派遣すべきことなどを話し合った。パーソンズはハートフォードに向かい、エドワード・モット大尉に指揮を任せる軍隊結成のため、資金を調達した。モットは、バーモント（当時はニューハンプシャー特許地として所有権を巡る論争があった）のベニントンで活動するイーサン・アレンとそのグリーン・マウンテン・ボーイズと連携を取るよう指示された。一方、アーノルドとコネチカット民兵隊はマサチューセッツ湾植民地のケンブリッジに向かい、マサチューセッツ安全委員会を説得し、砦を奪取するための遠征資金を認めさせた。5月3日、安全委員会はアーノルドをマサチューセッツ民兵隊の大佐に任命し、マサチューセッツで軍隊を組織すべく数人の大尉をアーノルドの下に付けて派遣した。大尉達が兵士を集める間に、アーノルドは西に向かい、ウィリアムズタウンに到着したときにモットとアレンの活動について知った。そこから北に転じ、5月9日にキャッスルトンに着くと、既にアレンの部隊が集合していた。アーノルドは自分の任官の合法性を主張することで遠征隊の指揮権を得ようとしたが、アレンのグリーン・マウンテン・ボーイズはこのとき遠征隊の中でも最大の部隊であり、アレン以外の誰の指揮下でも行動することを拒否した。アレンとアーノルドの間の個人的な交渉によって、妥協点として2人が併せて遠征隊を率いることになった。

### タイコンデロガ砦の戦い
1775年5月10日、早暁の攻撃で実際の戦闘を行うこともなくタイコンデロガ砦が落ちた。植民地の兵士はイギリス軍の守備兵の方が数が多かったことに驚かされた。続いて近くのクラウンポイント砦とジョージ砦を占領したが、この2つは守備隊の数が遥かに少なかった。これらの占領に続いてアレンの兵士達が砦の酒蔵に押し入り、幾らか手に負えない状態になった。砦の軍需物資をボストンに運ぶ可能性を考えて在庫を調べたかったアーノルドは激怒したが、彼らを止めるには力不足だった。アーノルドの部下の大尉達が徴兵した兵士達が到着し、捕獲してきたスクーナーがあったので、アーノルドはモントリオールから遠くないセントジョンズ砦に大胆な襲撃を実行した。このときさらに多くの捕虜を取り、またシャンプレーン湖では最大の軍艦を捕獲したので、アメリカ軍による湖の軍事支配を確立できた。
アーノルドはタイコンデロガ砦に戻ると、アレンが自分の部隊を撤退させていたので、そこの指揮権を揮い始めた。しかし、コネチカットの兵士1,000名を連れたベンジャミン・ハイマン大佐が6月に到着し、アーノルドを部下としてハイマンが指揮を執ることを伝えた。アーノルドは革命のために行った彼の行動が認められていないと感じて激怒し、その任務を辞退してコネチカットの故郷に向かった。アーノルドが怒って任務を放棄するという反応をしたことは、その軍事的功績にも拘らず大陸会議の代議員の中に彼を嫌う者を生じさせた。大陸会議のアーノルドに関する意見は、アーノルドが敵だと見なす2人の男が回覧した報告書でさらに悪い方に流れた。アレンの副官であるジョン・ブラウンとジェイムズ・イーストンの2人がマサチューセッツとフィラデルフィアに旅し、その行動について報告した。アーノルドの挙動に関する彼らの描写は正確だったが、アーノルドは彼らが恐らくアーノルドのことを中傷したと信じるようになり、両人共にその後の紛争の種になった。
アーノルドがオールバニに到着すると、彼の妻が死んだことを報せる手紙を受け取った。大陸軍北方方面軍の新しい指揮官に就任していたフィリップ・スカイラー将軍との会談後にアーノルドはニューヘイブンに戻り、子供達に会って（この時は妹ンのハンナが世話していた）、商売に戻った。このニューヘイブンに居る間に最初の痛風に襲われ、生涯それに苦しむことになった。

### ケベック遠征
タイコンデロガ砦に居たときにアーノルドもアレンも、守りが薄いイギリス領ケベックを占領するアイディアを大陸会議に提案していた。7月にフィリップ・スカイラー少将がシャンプレーン湖を通ってカナダに侵攻する作戦を立てる任務を与えられた。その目的はニューヨーク北部を攻撃できる重要な基地からイギリス軍を追い払うことだった。スカイラーはこの遠征隊を率いるつもりだったが、8月下旬に出発した遠征行の初期に病気になり、リチャード・モントゴメリー将軍がその部隊の指揮官となった。

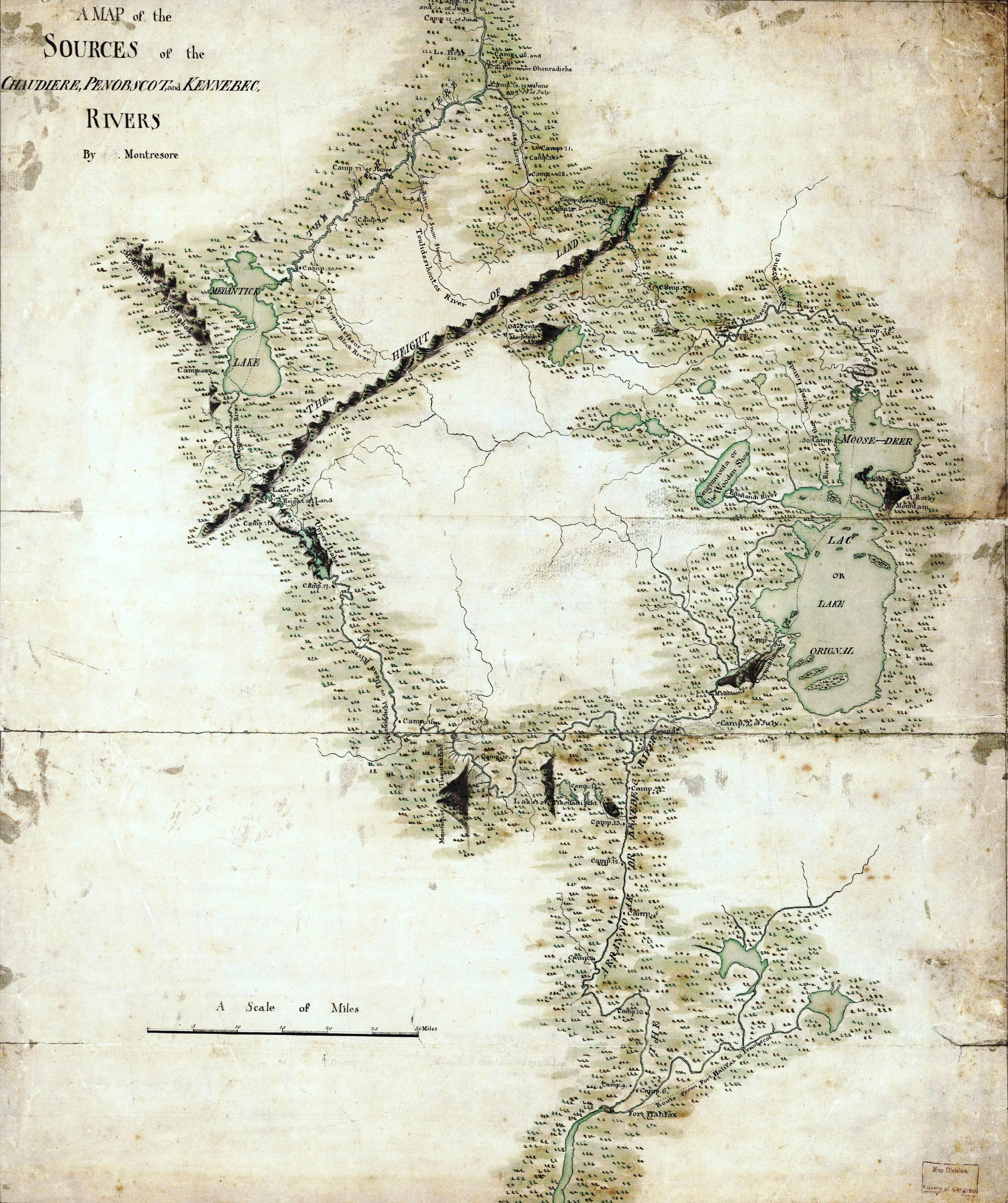
ジョン・モントレソールが1760年に作った地図、アーノルドがその遠征隊で使った

アーノルドは別働隊の提案をした。これはメーンのケネベック川を遡り、ショーディエール川を下ってケベック市に至るというものだった。モントリオールとケベック市を手に入れれば、カナダのフランス語を話す開拓者達がイギリスに対する革命に加わってくれるものとアーノルドは信じていた。ジョージ・ワシントン将軍とスカイラーがこの案を承認し、アーノルドをケベック市攻撃隊の大陸軍大佐に任命した。
9月19日、1,100名の部隊がマサチューセッツのニューベリー港を出港し、9月22日、メーンのガーディナーストンに到着した。そこではリューベン・コルバーン少佐に前もって200隻の平底船を造るよう手配していた。これらの船はケネベック川とデッド川を遡り、ショーディール川を下ってケベック市に至る軍隊を運ぶためのものだった。デッド川上流から分水界を超えてショーディール川上流までは、陸路で船を運んでいく長い道のりがあった。悪天候、不正確な地図、川の流れの速さおよび兵士がボート操作に不慣れだったことが組み合わされて、物資が多く失われ、300名が脱落し、また200名以上が死んだ。遠征行で残った600名は11月にセントローレンス川に着いた時までに飢えのためにまた減っていた。
イギリス軍はアーノルドの接近を察知しており、セントローレンス川の南岸にあった水上の乗り物（ボート、船、砲艦など）の大半を破壊していた。フリゲート艦リザード（搭載大砲数26門）とスループ船ハンター（搭載大砲数16門）の2隻の軍艦が渡河を阻止するために常に哨戒していた。それにも拘わらず、アーノルドは十分な量の船を購入し11月11日にケベック市のある対岸に渡った。しかしそこでケベックを占領するには彼の部隊の勢力が不足していることに気付き、援軍を頼むためにモントゴメリー准将に伝令を発した。
一方、リチャード・モントゴメリー准将は8月下旬に約1,700名の兵士を連れてタイコンデロガ砦から北に発進した。彼はセントジョンズ砦の包囲戦に成功した後、11月13日にモントリオールを占領した。モントゴメリーが12月早々にアーノルドの部隊と合流し、総勢で約950名となった。彼らは12月31日にケベック市を攻撃した。しかし、カナダの総督でイギリス軍の指揮官だったガイ・カールトンによって、大陸軍は惨敗を喫した。モントゴメリーは襲撃を率いているときに戦死し、残った一人の士官（ドナルド・キャンベル大佐）が撤退を命令した。モントゴメリーの部隊はケベック市の壁に近付くこともできなかった。市の反対側にいたアーノルドの部隊は孤立することになった。この戦闘の初期段階でアーノルドは足を負傷した。大陸軍の中では最も敢闘したと言えるダニエル・モーガンのライフル銃部隊が市内に突入したが、結局は追い詰められて降伏した。他にも多くの者が戦死または負傷し、何百もの者が捕虜となった。

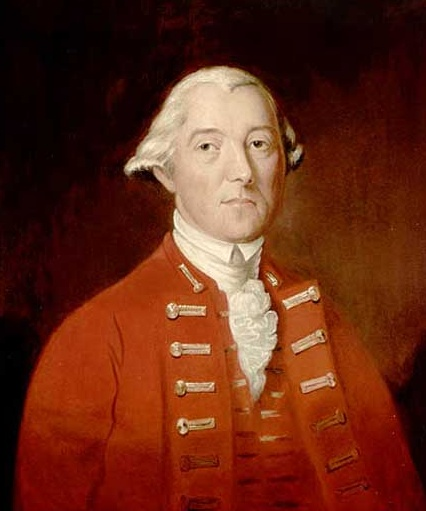
ケベック総督のガイ・カールトン、ケベックとバルカー島でアーノルドと対戦した

アーノルドの指揮下に残ったのは350名ほどになり、無益なケベック市の包囲を続けた。このときにケベック市まで到着できた功績により、1月に准将に昇進されていたことを知った。またモントゴメリーに付いて来ていたジョン・ブラウン（この時は少佐）と諍いになった。ブラウンはモントゴメリーから昇進を約束していたらしく、それをアーノルドに請求した。アーノルドはタイコンデロガで受けた侮辱をまだ覚えていたのでその昇進を拒否し、ブラウンは直ぐに直接大陸会議に申請した。アーノルドはこのことを自分の権威に対する脅威と取り、ブラウンとさらにはイーストンを違法にイギリス軍士官の袋を略奪したとして告発した。イーストンもモントゴメリーがモントリオールを占領した時には従軍していたが、このときは南に戻っていた。ブラウンがその汚名を雪ぐために軍法会議を要求したとき、アーノルドは間接的な手段を使うことでこの二人にさらに追い討ちを掛けてやろうとしてこの要求を拒んだ（結局ブラウンはアーノルドの告発に対して審問されることはなかった）。
アーノルドはデイビッド・ウースター准将の援軍が到着した1776年の春までケベック市の包囲を続けた。指揮を交代したアーノルドはモントリオールに行って、そこの軍隊指揮を執った。

### カナダからの撤退
1776年5月、大陸会議の代表団がモントリオールを訪問しているときに、イギリスの大艦隊がケベック市に到着し始め、大陸軍は急遽ケベック市から撤退することになった。この5月にアーノルドがソレルの町で撤退する軍の指揮官や大陸会議の議員と作戦会議を開いている間に始まったイギリス軍とインディアンによるシーダー砦攻撃によって、アーノルドのモントリオール支配は困難なものになった。アーノルドはこれに対応するためにモントリオールに戻って、時宜良く得た援軍の助けもあり、シーダー砦の守備隊を捕まえていたイギリス軍との捕虜交換に合意した。この出来事への対処を話し合う作戦会議の席で、アーノルドは第2カナダ人連隊の指揮官であるモーゼス・ヘイズンと激しい応酬をした。このことが両名の軍法会議にまで繋がる一連の論争の始まりとなった。
アーノルドは続いてモントリオールに駐屯する大陸軍守備隊の撤退準備を始めた。大陸会議議員の指示に従って地元の商人から物資の確保を始め、商人達が後に求償できるように物資の受取証を発行した。物資を供給した商人を識別するために印が付けられた物資は6月初旬にシャンブリー砦に向けて船積みされた。そこの指揮官だったヘイズンは、彼の知っている商人からそれらの物資を違法に奪ったものだと信じて、物資の保管を拒否した（ヘイズンは近くのセントジョンズ砦に資産を所有していて商売上の利権もあったので、モントリオールの商人とは親しくしていた）。
アーノルドはヘイズンの行動に対して怒ったが、それを抑える必要があった。イギリス軍がセントローレンス川を遡って急襲し、アーノルドは捕まりそうになった。ソレルに派遣した伝令からモントリオール市に接近しているイギリス艦船の存在を知らされた。アーノルドはイギリス軍が到着する前に市内を燃やそうと考えて、出発前に点火を命令し、その後セントジョンズ砦に行って、退却中の軍隊の後衛に合流した。アーノルドは部隊兵にシャンプレーン湖でイギリス軍が使えそうな船を焼却あるいは沈船で破壊するよう指示し、砦や近くの工作物にも火を点けさせた。アーノルドはセントジョンズ砦を脱出する前にイギリス軍の前衛が視界に入るまで待機したとされており、その後リシュリュー川を上ってシャンプレーン湖に向かった。
その後1776年の夏を使って湖を支配するために小さな戦闘艦と砲艦の船隊建造を指示し、イギリス軍の進行を遅らせ、シャンプレーン湖に自由に接近できないように図った。イギリス軍はセントジョンズでさらに大きな船隊を造り上げることで対抗し、10月には進水させた。10月半ばのバルカー島の戦いでイギリス軍はアーノルドの船隊を打ち破った。しかしこの時はもう冬が始まっており、イギリス軍の侵攻が止まった。アーノルドの防衛戦略は成功したと言える。
アーノルドは船隊を建造させている間に、ヘイズンをシャンブリーでの出来事に関して職務怠慢の廉で逮捕するよう命じた。ヘイズンは政治的にコネを作るのが上手な人間だったので（第2カナダ人連隊を指揮する発令はケベックの戦い後に大陸会議議員の前にヘイズンが出頭した後に行われた）、アーノルドの告発を逆手に取り、アーノルドが問題の物資を盗み、物資を輸送することを任された士官が途中でそれらを損壊させたとして反論告発した。その士官であるスコット少佐は軍法会議の席に出ていたが、（明らかに利害の対立する当事者であるにも拘らず）証言することができなかった。軍法会議ではヘイズンを無罪とし、アーノルドの逮捕を命じた。この会議を主宰したホレイショ・ゲイツ将軍が、近付くイギリス軍の攻撃に備えて、アーノルドの従軍が是非とも必要だと主張して、その逮捕状を取り消した。ヘイズンの告発に対してアーノルドが沈黙したことは、人々が抱いていたアーノルドに関する評価を裏付け深まらせることになった。アーノルドに好意的だった者は、理不尽な告発に対する尊厳ある無反応だと認識し、一方アーノルドを嫌悪していた者は現場を掴まれた者の反応だと見なした。歴史家達は、アーノルドが実際に違法なことに関わっていたのかについて今なお議論を続けている。大陸会議代表のサミュエル・チェイスはアーノルドに「貴方の最良の友は自国の民ではない」と警告した。
11月には、タイコンデロガ砦に居た軍隊の大半が、ニュージャージー植民地に居るワシントン軍の支援のために南に移動するよう命じられた。アーノルドはオールバニで再度公式の告発に直面した。ブラウンとヘイズンがそれぞれアーノルドの以前の行動に関する告発書を提出した。ヘイズンはアーノルドが以前にヘイズンに対して突きつけた告発について名誉棄損の廉で告発し、ブラウンは様々な小事で告発したが、特にアーノルドがケベックの軍隊に意図的に天然痘を流行らせたこと、セントジョンズ襲撃時に「敵軍への逃亡を図ろうとした反逆行為」を行ったという2件が特筆ものだった。ゲイツ将軍はブラウンの告発に関する審問を拒否し、軍法会議でヘイズンに対するアーノルドの告発は「ヘイズン大佐の人格に対する中傷」となると判決したが、罰則は科さなかった。1776年から1777年に掛けての冬、ブラウンはアーノルドについて「金がこの男の神であり、それを十分に得られるなら自分の国も犠牲にすることだろう」と主張するチラシを出版した。

### 東部方面軍
1776年12月8日、イギリス軍のヘンリー・クリントン将軍の指揮する大部隊がロードアイランド植民地のニューポートを占領した。ワシントンは、この時までにゲイツと北部軍と共にペンシルベニア植民地に到着していたアーノルドに、ニューイングランドに戻りロードアイランド防衛のための民兵隊を立ち上げるよう命令した。アーノルドはジョセフ・スペンサー少将が指揮する大陸軍東部方面軍の副司令官になった。12月8日、アーノルドは一年以上も家族に会っていなかったので、ニューヘイブンで家族と共に一週間を過ごし、1777年1月12日にプロビデンスに到着し、ロードアイランド防衛隊の指揮を執った。ロードアイランドの大陸軍は、ワシントンのトレントン攻撃に部隊を割いており、約2,000名に減っていた。アーノルドは追加部隊を立ち上げることを公表したが、ほとんど応募は無かった。15,000名のイギリス軍を眼前に置き、防御に徹した。
1777年2月、ボストンで良く知られた王党派の娘でボストン一の美女とも言われたベッチー・デブロアと知り合い、真剣な交際を重ねた。しかし、この「天国のデブロア嬢」はアーノルドが繰り返しプロポーズしても拒否した。彼女はまだ15歳に過ぎなかったからだとも言われている。アーノルドがロードアイランドに戻ると、少将への昇進が大陸会議によって見送られたことを知った。ワシントンはアーノルドの辞任の申し出を拒否し、大陸会議議員にこれを正すよう手紙を書き、もし彼らが政治的に動かされた昇進に固執するなら、「2人や3人の良い士官」が失われるかもしれないと伝えた。
イギリス軍が占領するニューポートを攻撃する作戦が棚上げされた後に、アーノルドは大陸会議やワシントンと自分の将来について話し合うためにフィラデルフィアに向かい、途中で再び家族に会うためにニューヘイブンに立ち寄った。4月26日、そこへ伝令が来て、イギリス軍のニューヨーク最後のイギリス知事ウィリアム・トライアン少将が2,000名の部隊を連れてノーウォークに上陸したことを知らせた。トライアンはロングアイランド湾に沿ってフェアフィールドに進軍し、内陸に入って大陸軍の大きな物資倉庫のあるダンベリーを攻めた。どちらの町も火に包まれた。トライアンはノーウォークの港にも火を付け海から撤退した。
アーノルドは急遽地元の志願兵約100名を集めた。彼は東コネチカット民兵500名を集めたゴールド・S・シリマン少将とデイビッド・ウースター少将のコネチカット民兵部隊に合流した。この二人はコネチカット東部から500名の志願兵を集めていた。アーノルドと仲間の士官達はその小さな部隊をダンベリーの近くに動かして、退却するイギリス軍を妨害し嫌がらせをしようとした。4月27日午前11時、ウースターの部隊がタイロンの後衛を捉え戦闘に入った。アーノルドはリッジフィールド郊外の農園に移動し、イギリス軍の撤退を止めようとした。それに続く小競り合い（リッジフィールドの戦い）の間にウースターが戦死した。アーノルドも彼の馬が撃たれて倒れたときに足に傷を負った。

### フィラデルフィア
ダンベリーでの戦いの後、アーノルドはフィラデルフィアへの移動を再開し、5月16日に到着した。この時、スカイラー将軍もフィラデルフィアに居たが直ぐに作戦本部のあるオールバニーに戻った。このことでフィラデルフィア地区ではアーノルドの位階が最上位となり、そこの指揮を執るものと思われた。しかし、大陸会議は政治的配慮によりペンシルベニアの新しく昇進したトマス・ミフリン少将の方を好んだ。アーノルドは以前にも昇進を見送られていた。このことでアーノルドの不満は募った。アーノルドは7月11日にそこでの任務を辞した。その直後、ワシントン将軍がアーノルドに北方方面軍の任務に就くよう大陸会議に要請してきた。このときタイコンデロガ砦がイギリス軍の手に落ちていた。このことはワシントンの指揮官としてのアーノルドに対する信頼を表しており、大陸会議もワシントンの要請を認めた。

### サラトガ

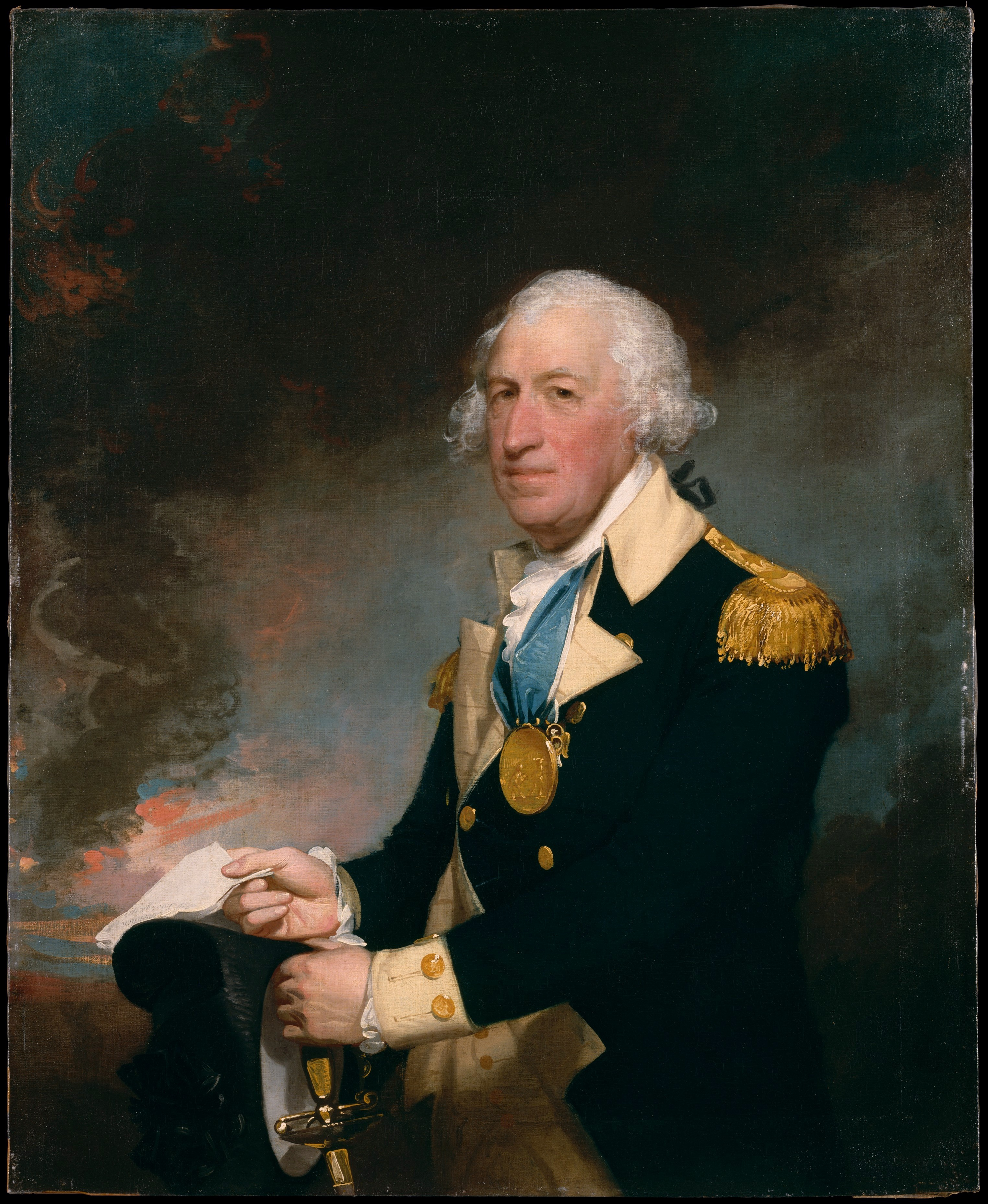
General ホレイショ・ゲイツ将軍、サラトガで大陸軍を率いた。 ギルバート・スチュアート画、1793年-94年

1777年の夏は独立戦争の転換点となった。サラトガ方面作戦は、ニューヨーク北部のオールバニー近辺で戦われた一連の戦闘であり、サラトガの戦いでの大陸軍の勝利と、ジョン・バーゴイン率いるイギリス軍の10月17日の降伏で終わった。アーノルドはこれらの戦闘で大きな役割を演じた。アーノルドが1777年8月にスカイラーの宿営地に到着すると、即座に部隊を率いてスタンウィックス砦で包囲されている部隊の救出に派遣された。続いてサラトガの2つの戦いでは傑出した働きをし、ホレイショ・ゲイツが2つ目の戦闘であるベミス高地の戦いの前にアーノルドを野戦指揮官から外していたにも拘らず功績を挙げた。ベミス高地の戦いで、アーノルドはケベックの時と同じ足および臀部の下を負傷した。テレビ局のヒストリーは、もしこの時彼が急所を撃たれて死んでいたら、英雄のまま記憶され裏切り者と呼ばれることはなかったであろうとコメントした。アーノルド自身足の代わりに胸を撃たれていたら良かったと言っていた。サラトガでの挫折に続いて、補給物資が不足し、退路を断たれた（多くはアーノルドの功績）バーゴインは降伏するしかなかった。
歴史家達はアーノルドがサラトガ方面作戦の輝かしい結果を演出した者であり、勇気と独創性を示し、軍事的栄光に包まれたことに同意している。彼は決戦となったベミス高地の戦いの時に独力でバーゴインの脱出の試みを阻止したと言われている。しかし、彼とホレイショ・ゲイツ将軍との間にあった確執の故に、アーノルドはその功績を自分のものにできなかった。サラトガの最終戦闘での勝利にアーノルドを欠く事ができなかったのではあったが、ゲイツはアーノルドがその権限を超えて行動し命令に従わなかったとして非難した。アーノルドはあまりに用心深くありきたりであるゲイツの軍事戦術に関して軽蔑していることを隠さなかった。大陸軍の上級士官の多くもアーノルドのゲイツに対する評価に同意していた。

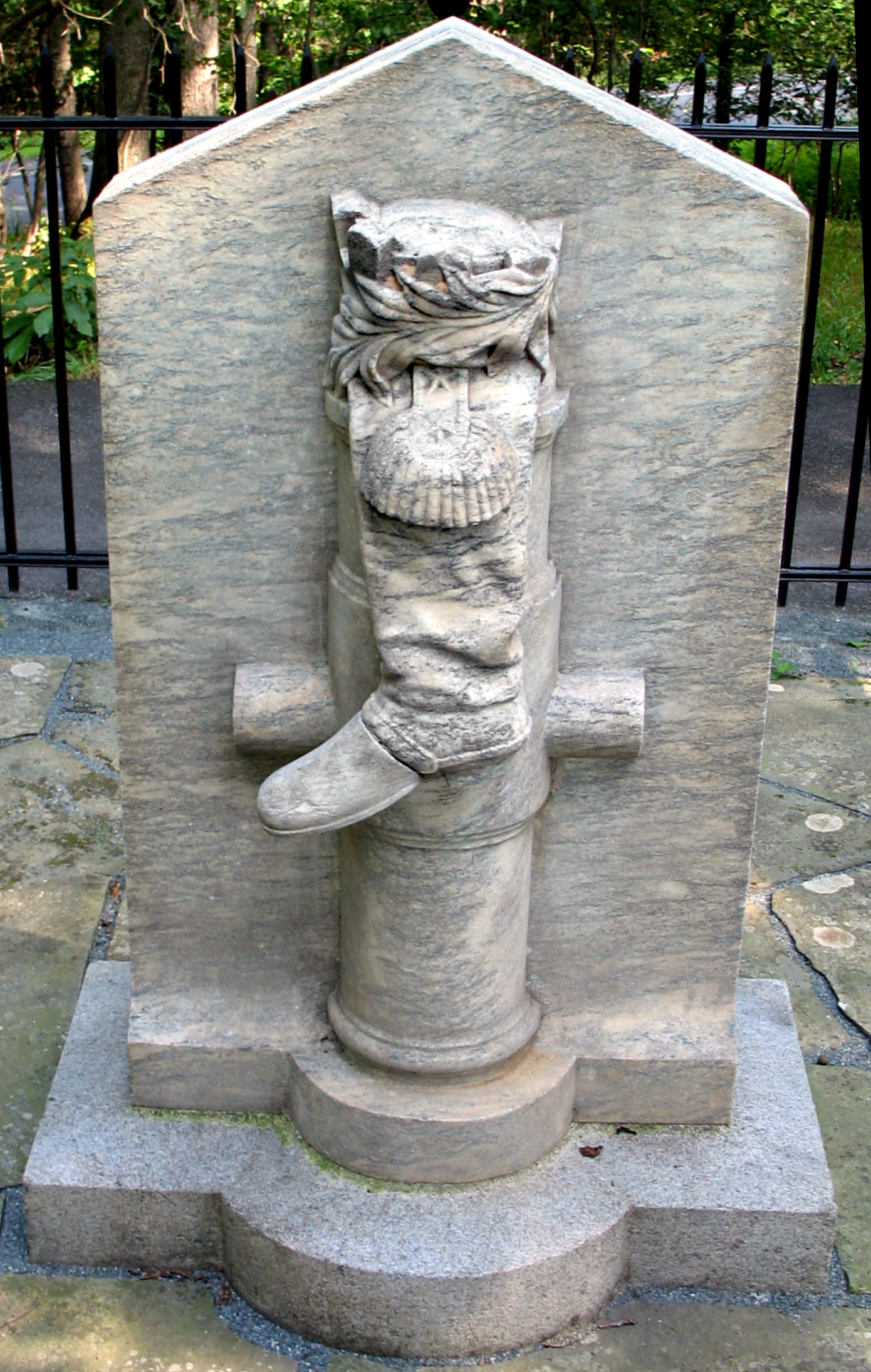
サラトガにある長靴記念碑

サラトガ国立歴史公園にある長靴記念碑はアーノルドの勝利、英雄的行動と戦闘中に足に傷を負ったことを記念するものである。しかし、アーノルドは後に大陸軍を裏切ったために、その名前は無く、記念碑に彫られている文字は、「大陸軍で最も光輝いた兵士に...その国のためにはアメリカ独立戦争の中で決定的な戦闘を、彼自身のために少将の位を勝ち取った」とされているだけである。アメリカ合衆国にある戦争記念碑の中で、記念される者の名前が無いのはこれだけである。
アーノルドはサラトガで受けた傷の治療のため、オールバニの病院に入院した。彼の左足は利かなくなったが、その切断は許さなかった。悩ましい数ヶ月の後、左足は右足よりも2インチ (5 cm) 短くなって残った。オールバニで数ヶ月過ごした後、子供達の近くにいられるように、コネチカットのミドルタウンに転属になった。そこで体の快復を待つ間、ベッチー・デブロアにさらに2度哀願の手紙を送った。最初の手紙に対して彼女は断固とした拒否を伝えた。2つ目の手紙には返事も来なかった。アーノルドは旅行できるまで快復したときにコネチカットを発って、1778年5月20日にはバレーフォージで軍務に戻り、サラトガでアーノルドに仕えた兵士達の乱暴な歓迎を受けた。そこでは他の多くの軍人達と共に、アメリカ合衆国への忠誠の印として、初めて記録された忠誠宣誓式に参加した。

### フィラデルフィアでの指揮
1778年6月、フィラデルフィアからイギリス軍が撤退し、ワシントンはアーノルドをその町の軍事指揮官に任命した。この頃、アーノルドはフランスとアメリカの同盟を知った。フレンチ・インディアン戦争での苦い経験があったので、かれはこの同盟に強く反対した。皮肉にもフランス王ルイ16世をしてアメリカと同盟を結び戦争に協力することに同意させた契機は、アーノルドが決定的な役割を演じたサラトガの勝利だった。
アメリカ軍がフィラデルフィアを取り戻す前であっても、アーノルドはそこの支配権の変化を財政的に利用する計画を始めていた。戦争に関連する物資の動きから利益を生み出すように考えた様々な取引に関わり、その権限の下で恩恵に与ろうとした。これらの計画は必ずしも合法ではなく、当時はその倫理が高度に怪しげなものに見られていた。その計画の幾つかは政治力をもっていたジョセフ・リードなど熱狂的な愛国者の行動で妨げられた。これらの商取引は資本を必要とし、アーノルドはそれを借りることが多かった。アーノルドはペンのマンションを借り、上流社会のために繰り返しパーティを開くなど贅沢な暮らしぶりでその負債を増やした。事態を複雑にしたのはアーノルドが比較的強力なペンシルベニア政府と大陸会議の間に管理面で板ばさみになっていたという事実であり、そのことで目的を達する為に人口の多い邦の要求に屈しなければならないことも多かった。リード達はアーノルドの職分における一連のごまかしを聞き込んでおり、アーノルドとリードやその支持者達の間に言葉の戦いが始まった。1789年2月までに、アーノルドが職権を乱用しているという様々な告発が公になされた。5月、アーノルドは「私は国のために尽くしてびっこになっても、こんな感謝の心もない仕打ちを期待していただろうか」とワシントンに書き送って完全な軍法会議を要求した。軍法会議は延期され（1779年12月まで開廷されなかった）、アーノルドは大陸会議の怠慢について再度憤懣が募り怒ることになった。

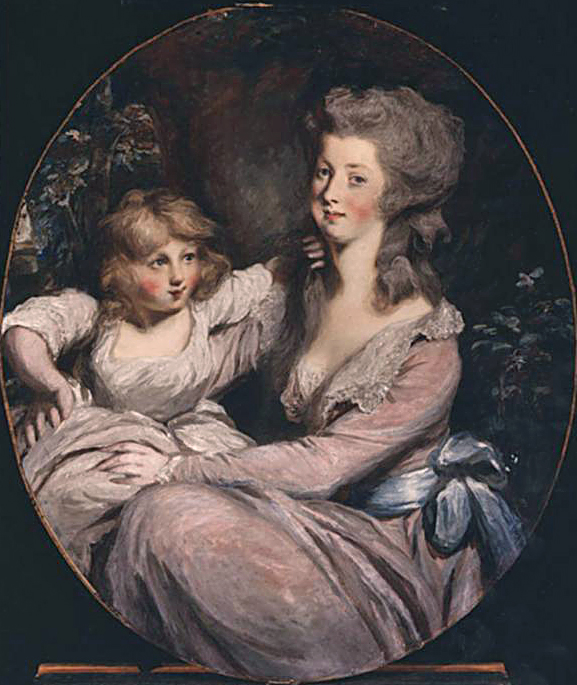
ペギー・シッペンと娘、トーマス・ローレンス画

1778年の夏に、アーノルドはペギー・シッペンと出会った。彼女は、王党派の同調者でイギリス軍がフィラデルフィアを占領しているときに取引を行っていたエドワード・シッペン判事の娘で陽気な18歳だった。ペギーはイギリス軍がフィラデルフィアを占領している間に、イギリス軍の少佐ジョン・アンドレと交際したことがあった。4月8日、アーノルドとペギーは結婚した。ペギーとその交友サークルは戦線をこえて愛人と接触を続ける方法を見つけていた。これは敵との対話を禁じる軍事法を犯していた。この通信の幾つかはフィラデルフィアの商人ジョセフ・スタンスベリーを通じて行われていた。
1779年5月初旬頃、アーノルドはスタンスベリーと会った。スタンスベリーはアーノルドと会った後で、「私は（アーノルドが）ヘンリー・クリントン将軍に仕えるという申出書を持って密かにニューヨークへ行った」と証言した（イギリス軍への証言は明らかに誤ってその日付を6月にしている）。これがアーノルドとクリントン将軍のスパイ主任であるジョン・アンドレ少佐との一連の交渉の始まりとなった。7月から10月に掛けて、二人は何度もアーノルドがイギリス側に寝返ることについて交渉し、アーノルドは軍隊の位置や勢力、さらには物資貯蔵所の位置など情報をイギリス軍に提供した。

### 軍法会議
1779年12月、アーノルドに対する告発を審問する軍法会議が始められた。判事席に座った多くの者がアーノルドの行動や戦争前半の論争について悪意を抱いていたという事実にも拘らず、1780年1月26日にアーノルドは小さな2件の告発を除いて無罪とされた。アーノルドはその後の数ヶ月間この事実を宣伝することに努めた。しかし、ワシントンが5月19日に生まれたアーノルドの息子、エドワード・シッペン・アーノルドのことでお祝いを述べた時から丁度1週間後、ワシントンはアーノルドの行動に関する非難書を出版した。
ワシントンの非難書が出てから間もなく、アーノルドの出費に関する大陸会議の査問で、アーノルドがケベック侵攻の間に発生した出費を十分に証明出来ず、彼がそれらを文書で提出できなかったので、大陸会議に対して1,000ポンドほどの借金があると結論付けた。それら文書の多くはケベックからの退却時に失われていた。これに怒ったアーノルドは4月下旬にフィラデルフィア軍事指揮官職を辞任した。

## ウェストポイント

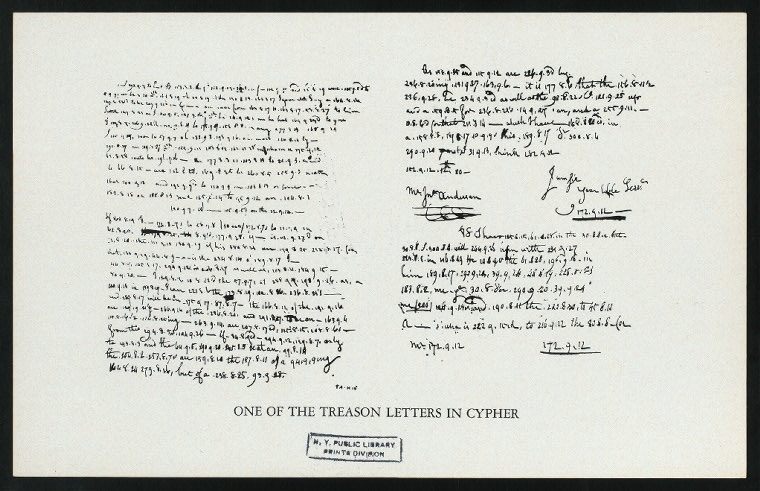
アーノルドの暗号文の一つ、アーノルドの暗号は妻のペギーが書いた行の間に埋め込まれた

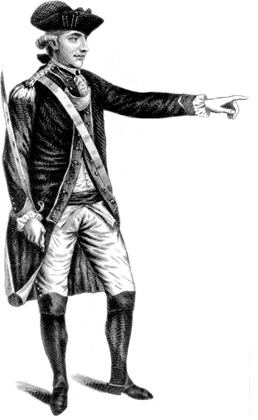
ジョン・アンドレ少佐、イギリス軍ヘンリー・クリントン将軍のスパイ主任、アーノルドの策謀で果たした役割のために逮捕され絞首刑にされた

### 秘密の対話
アンドレがクリントン将軍と相談すると、クリントンはアーノルドの提案を実行するためにアンドレに幅広い権限を与えた。アンドレはスタンスベリーとアーノルドに対する指示書を書いた。この最初の手紙でアーノルドが提供する援助と情報の内容に関する議論が始まり、今後どのように通信を行うかの指示が出された。文書はペギー・アーノルドが加わっている女性のサークルを通じて渡されるが、ペギーだけがアーノルド暗号と見えないインクで書かれた指示を含む文書に気付き、スタンスベリーを伝令に使ってアンドレに渡されるものとされた。
1779年7月までにアーノルドは情報を渡しながらその間に報奨について交渉した。アーノルドは初めに彼の失った10,000ポンドの補償を求めた。この額はチャールズ・リーが大陸軍に従軍したことに対して大陸会議が与えた額に等しかった。クリントン将軍はハドソン川流域を支配するために作戦を遂行中であり、ハドソン川を守るウェストポイントなどの防御物に関する作戦や情報に興味を持った。また対面しての対話を主張するようになり、アーノルドに高いレベルの指揮官職を与えることを示唆した。9月までに交渉は中断された。さらに愛国者の暴徒がロイヤリストを求めてフィラデルフィアを探し回っており、アーノルドとシッペン家は脅威を感じていた。アーノルドは自分とその係累の安全を確保するよう大陸会議と地元政府に求めていたが、それも拒絶された。

### ウェストポイント引渡しの提案
1780年4月初旬にフィリップ・スカイラーがアーノルドにウェストポイントの指揮官職を与える可能性を示唆していた。スカイラーとワシントンの間のこの件に関する議論は6月初旬まで何の結果も生まなかった。アーノルドはイギリスとの秘密の連絡線を再開し、スカイラーの提案とスカイラーによるウェストポイントの状態に関する評価を伝えた。またコネチカット川を遡っていくフランスとアメリカ連合によるケベック侵略の提案に関する情報も与えた（アーノルドはこの提案がイギリスの勢力を分散させるための計略であることを知らなかった）。6月16日、アーノルドは自分の事業の面倒を見るためにコネチカットの自宅に帰る途中でウェストポイントを調査し、秘密の連絡路を通じてかなり詳細の報告書を送った。コネチカットに着くと自宅を売却する手配をし、ニューヨークの仲介人を通じて資産をロンドンに移し始めた。7月初旬までにはフィラデルフィアに戻り、7月7日にまた秘密文書をクリントンに宛てて書き、ウェストポイントへの任官が確保されたことを示唆し、「防御工作の絵...それで貴方が（ウェストポイントを）無傷で手に入れられる」までも提供すると書いた。
クリントン将軍とアンドレ少佐は勝利したチャールストン包囲戦から6月18日に戻っており、即座にこの報せに飛びついた。クリントンはワシントン軍とフランス艦隊がロードアイランドで合流することを心配しており、再度ウェストポイントを戦略的奪取目標に設定した。アンドレはアーノルドの行動を見守るスパイや情報提供者を持っており、その動きを確認した。クリントンはその計画の可能性に興奮して、情報作戦について上官に報告したが、7月7日付けのアーノルドの手紙に返事を書くこととを怠った。
アーノルドは7月7日付けの手紙に対する返事を受け取る前にも、クリントンに当てて一連の手紙を書いた。7月11日付けの手紙ではイギリスが彼を信用していないように見えると苦情を言い、進展しなければ交渉を止めると脅した。7月12日にも手紙を書き、ウェストポイントを引き渡すという提案を明白にしたが、報酬は（損失分の補償に加えて）20,000ポンドまで競り上げ、返書で頭金1,000ポンドを払うよう要求した。これらの手紙はスタンスベリーではなく、イギリスのためにスパイを働いていた別のフィラデルフィア実業家であるサミュエル・ウォリスによって運搬された。

### ウェストポイント指揮官

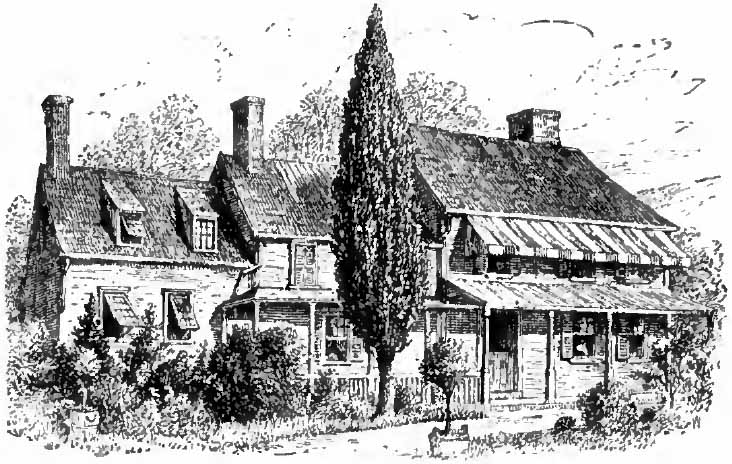
ビバリー・ロビンソン大佐の家、ウェストポイントにおけるアーノルドの作戦本部として使われた

1780年8月3日、アーノルドはウェストポイント指揮官の職を得た。8月16日、アンドレからクリントンの最終提案である20,000ポンドを記した暗号文を受け取った。損失補償は削られていた。前線を越えた伝言を受け取る難しさのために、数日間は双方共にその提案を相手方が認めたことを知らなかった。アーノルドのその後の手紙はワシントン軍の動きの詳細や編成されつつあるフランス軍の援軍に関する情報が含まれていた。8月25日、クリントンが条件に同意したという手紙をペギーが配達した。
ワシントンはアーノルドにウェストポイント指揮官職を与える時、オールバニからハドソン川を下ってニューヨーク市郊外のイギリス軍前線までアメリカ軍が支配している流域全体に跨る権限も与えた。アーノルドはウェストポイントに向かう途中で、両軍に対して二重スパイを働いていることを知っていたジョシュア・ヘット・スミスとの面識を新たにした。スミスはウェストポイントの直ぐ西、ハドソン川の西岸近くに家を持っていた。

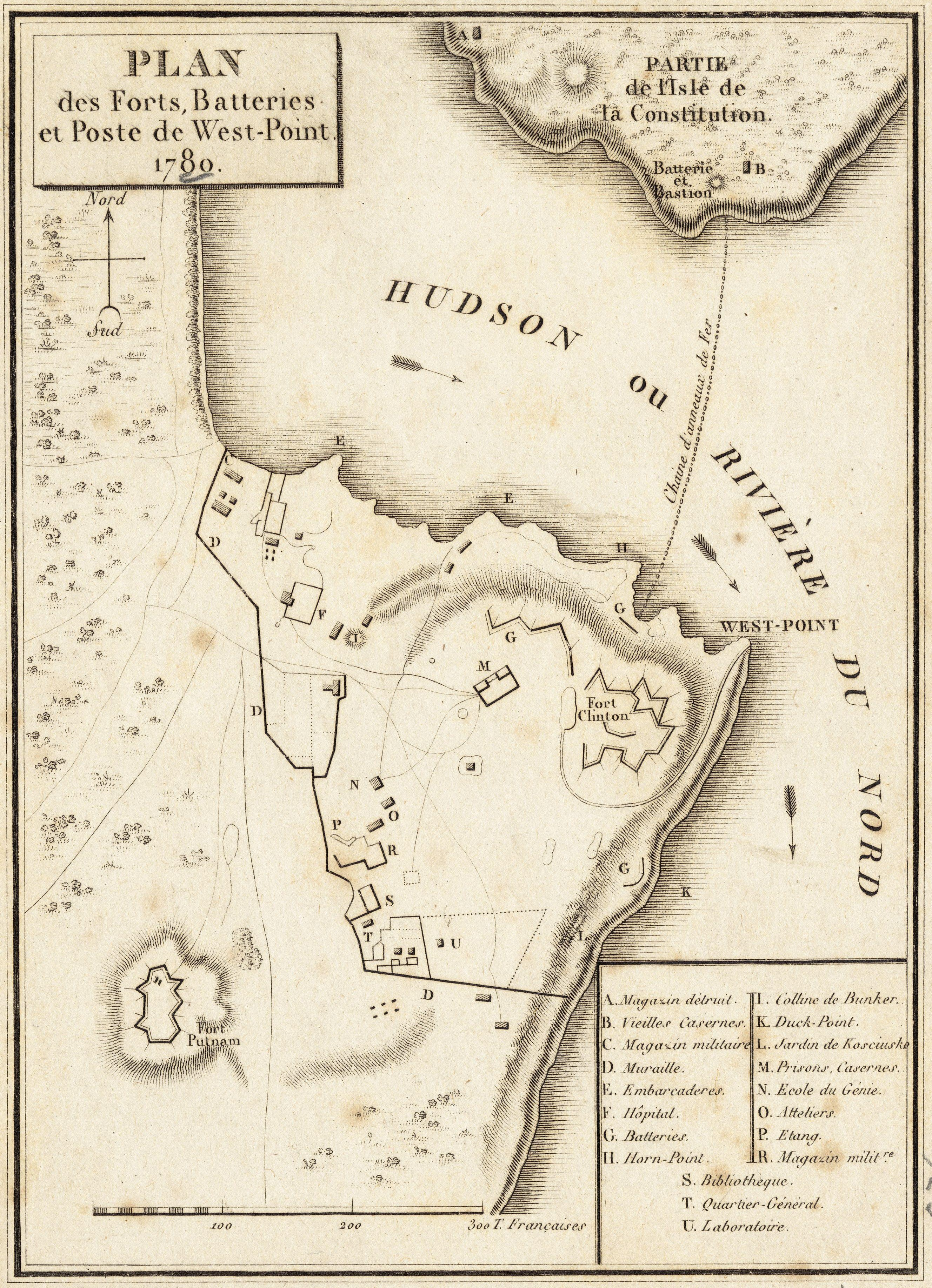
フランスによるウェストポイントの地図、1780年

アーノルドは一旦ウェストポイントに落ち着くと、その防御と戦闘力を体系的に弱め始めた。ハドソン川に渡した鎖を修繕する必要があったが、それを発注することは無かった。兵士達はアーノルドの指揮範囲の中で自由に分散させ（ただしウェストポイント自体の中に限った）、あるいはワシントンの要請に応えて派遣した。ワシントンには物資の欠乏について苦情を言って困らせ、「あらゆるものが不足している」と書いた。同時にウェストポイントの物資を尽きさせるように仕向け、包囲戦をやれば成功しやすくした。彼の部下達の何人かは長い付き合いだったが、不必要な物資の配分にぶつぶつ文句を言い、最後はアーノルドが私益のために闇市場に物資を流しているのだと結論付けた。
8月30日、アーノルドはクリントンの条件を飲み、別の仲介者を通じてアンドレとの会見を提案する手紙を送った。その仲介者とはアーノルドが信頼に足ると考えるコネチカット議会議員のウィリアム・ヘロンだった。ヘロンは喜劇的な展開ではあるが、手紙の重大さを知らずにニューヨークに行って、自身がイギリスのためにスパイとして働く提案を行った。その後コネチカットに持ち帰り、アーノルドの行動を疑ってそれをコネチカット民兵隊の長に渡した。パーソンズ将軍は暗号化された手紙を取引上の通信と見て、それを横に置いていた。4日後、アーノルドは同じ内容の暗号化された手紙を捕虜の妻の奉仕を通じてニューヨークに送った。最終的に会見は9月11日にドブスの渡し場近くで行われるよう設定された。この会見は、アーノルドの差し迫った到着に付いて知らされていなかったイギリスの砲艦が川にいて、アーノルドのボートに砲撃したので中止された。

### 陰謀の露呈
アーノルドとアンドレは9月21日にやっとジョシュア・ヘット・スミスの家で会見した。9月22日の朝、バープランクスポイントの前進基地任務にあたっていたジェイムズ・リビングストン大佐が、アンドレをニューヨークに連れ戻すつもりだったイギリスの艦船HMSベンチュアを砲撃した。このできごとでベンチュアが川下に退避せざるを得なかったので、アンドレは陸路ニューヨークに戻るしかなくなった。アーノルドはアンドレが前線を通過できるように通行証を書き、またウェストポイントに関する作戦も手渡した。アンドレは9月23日にタリータウン近くで捕まり、陰謀が露呈した。
アーノルドは翌9月24日の朝、アンドレの逮捕を知った。ジョン・ジェイムソン大佐からの伝言でアンドレがジェイムソンの監督下にあり、アンドレが持っていた文書はジョージ・ワシントンに送ったと告げてきた。アーノルドはワシントンの来訪を待っている時にジェイムソンの伝言を受け取った。ワシントンとは朝食を共にする計画だった。アーノルドは大急ぎで川岸に向かい、はしけの船頭にベンチュアが停泊している川下に連れて行くよう命令した。その朝早く、ジョン・ボーンズの支援もあって、イギリス艦に乗船し出発できた。その艦上でアーノルドはワシントンに当てて手紙を書き、ペギーがフィラデルフィアの家族の所まで安全に移動できるよう頼んだ。この依頼をワシントンは認めた。ワシントンはアーノルドが裏切った証拠を見せられた時冷静だったと報告されている。しかし、裏切りの程度を調査させ、アンドレ少佐の運命に関してクリントン将軍と交渉した時に、アンドレとアーノルドを交換する用意があることを伝えた。この提案をクリントンは拒否し、アンドレは10月2日にタッパンでスパイとして絞首刑に処せられた。ワシントンはアーノルドを誘拐する為にニューヨークに要員を潜入させることもした。この作戦は成功しそうになったが、アーノルドが12月にバージニアに向かう為に事前に宿所を変えていたので失敗した。
アーノルドは『アメリカの住人に宛てて』と題する公開文書でその行動を正当化しようとした。この文書は10月に新聞に掲載された。ワシントンに宛ててペギーを無事に送り届けることを依頼した手紙で、「私の国に対する愛が私の現在の行動を駆り立てた。しかし世間にはそれが矛盾して映るかもしれない。世間は如何なる者の行動も正しく判断することは滅多に無い。」と書いていた。

## イギリスへの奉仕

### 独立戦争での従軍
イギリスはアーノルドに准将の位を与え、数百ポンドの年収を付けたが、その陰謀が失敗したために6,315ポンドの報酬と年金360ポンドしか払わなかった。12月にクリントンの命令で、アーノルドは1,600名の部隊を率いてバージニア植民地に遠征し、リッチモンドを急襲して占領し、バージニア中を暴れまわって物資倉庫、鋳造所および製粉所を破壊した。この行動でバージニアの民兵隊が出動したので、アーノルドはバージニアのポーツマスまで退却し、撤収するか援軍を待つしかなくなった。追撃するアメリカ軍の中にはラファイエット侯爵がおり、アーノルドを捕まえれば即座に絞首刑にするようワシントンから命令を受けていた。ウィリアム・フィリップス（サラトガではバーゴインの下で働いていた）が率いる援軍が3月下旬に到着し、フィリップスはさらにバージニア中の襲撃隊を率いて廻り、ピーターズバーグの戦いではストイベン男爵を破ったが、1781年5月12日に黄熱病で死んだ。アーノルドはその部隊を5月20日までの短期間率いたが、チャールズ・コーンウォリス将軍がその南部軍を率いて到着したので指揮権を渡した。ある大佐はクリントンに宛てた手紙でアーノルドについて「誰か他の将軍に指揮を執って欲しいと願わねばならない多くの士官がいる」と書き送った。コーンウォリスは海岸から遠く離れた所に恒久的な基地をおくというアーノルドが提出した忠告を無視したが、それを実行しておればヨークタウンでの降伏は避けられていたかもしれない。アーノルドは捕虜として捕らえた士官に、大陸軍がアーノルドを捕らえたらどうするだろうと尋ねた。その士官は、「あなたの右足を切り取って軍葬の礼で埋葬します、そして残りの体を絞首台に掛けます。」と答えた。

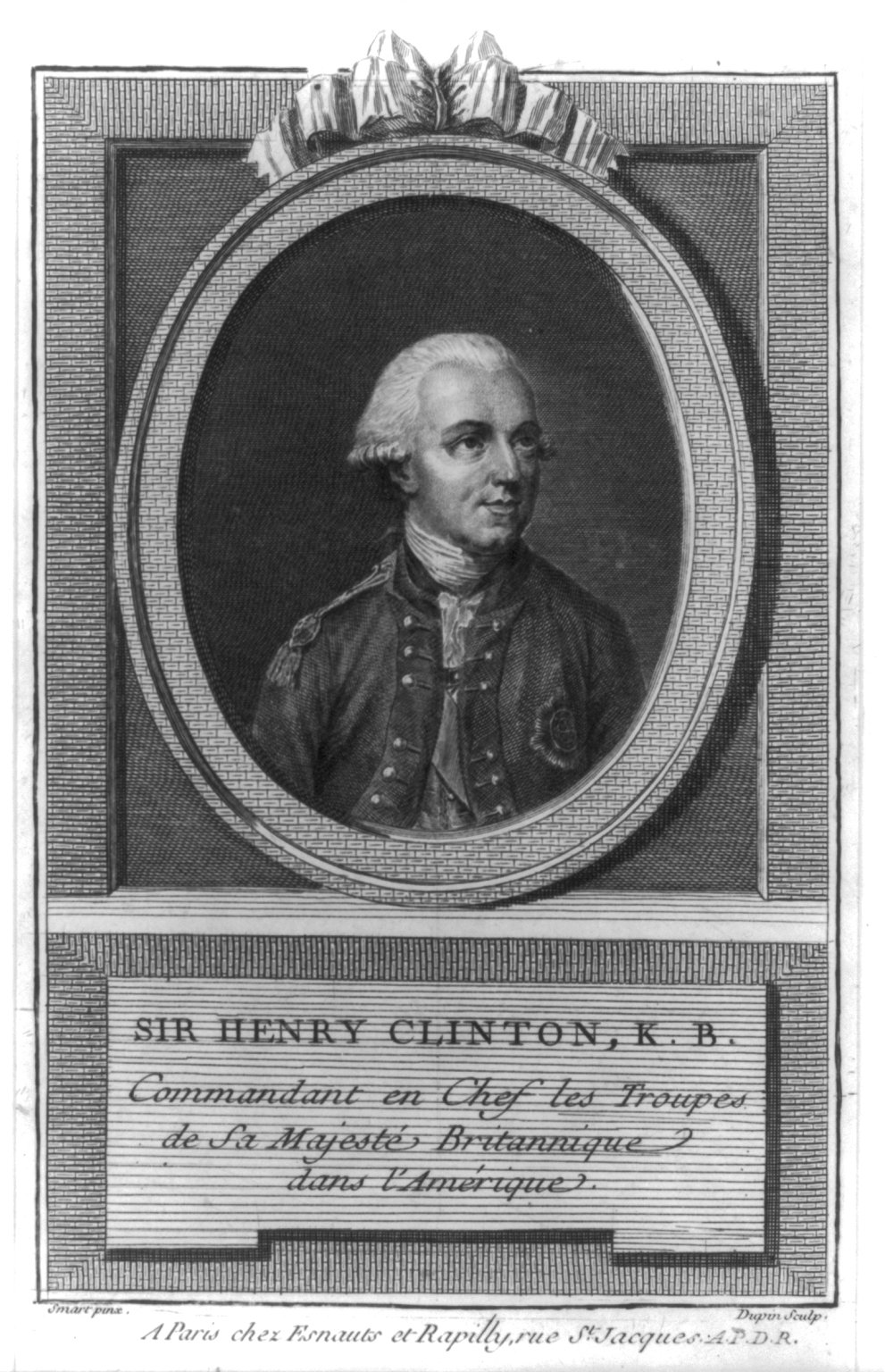
ヘンリー・クリントン将軍

アーノルドは6月にニューヨークに戻ると、アメリカ人に戦争を終わらせることを強いるために基本的に経済目標を攻撃し続ける様々な提案を行った。しかし、クリントンはアーノルドの攻撃的なアイディアのほとんどに興味を示さなかったが、最後は折れてコネチカットのニューロンドン港を襲撃することは認めた。9月4日、アーノルドとペギーの2人目の息子が生まれてから間もない日に、アーノルドの1,700名の部隊はニューロンドンを襲撃して燃やし、グリスウォルド砦を占領して推計50万ドルの損失を与えた.。イギリス軍の損失も高く、部隊の4分の1近くが戦死または負傷となり、クリントンがそのような勝利はこれ以上容認できないと主張するような率になった 。
10月にコーンウォリスが降伏する前であってもアーノルドはイングランドに行ってジャーメイン卿にこの戦争に関する彼の考えを直に伝えたいことについて、クリントンの許可を求めた。コーンウォリス降伏の報せがニューヨークに届くと、アーノルドはその要請を再開し、今度はクリントンも認めた。1781年12月8日、アーノルドは家族を連れてニューヨークからイングランドに向けて旅立った。ロンドンではトーリー党に与し、ジャーメインや国王ジョージ3世に助言を行いアメリカに対する戦争を再開するように言った。下院ではエドマンド・バークが、「あらゆるイギリス軍士官が命よりも大事にする真の名誉感が動揺させられることのないよう」政府は決してアーノルドを「イギリス軍の一部の長に」据えることのないようにという希望を表明した。アーノルドにとって不利になったことに、反戦派のホイッグ党が議会で多数となり、ジャーメインは辞任を強いられ、程なくフレデリック・ノースの内閣も倒壊した。
アーノルドは、その後クリントンに代わって総司令官となってニューヨークに向かうカールトン将軍との同行を申し出たが、この要請は埒が明かなかった。その後の数年間、政府あるいは東インド会社に職を得ようという別の試みは全て失敗し、非戦時の減額された給与で生計を立てるしかなくなった。アーノルドの評判もイギリスの新聞で批判され、特にその愛国心を祝されたアンドレ少佐と比較された時がひどかった。ある特に厳しい批判では、アーノルドが「ちんけな商人で、略奪のために目標を選び、その咎で有罪になったときにそれを辞める者」と言っていた。ジョージ・ジョンストンは東インド会社の側を断る時に「私は貴方の行動の純粋さに満足するものであるが、大衆はそうは考えない。この場合には、この国のいかなる権力も東インド会社で貴方が目指す立場に突然置くようなことは無いだろう。」と記した。

### 新しい事業機会

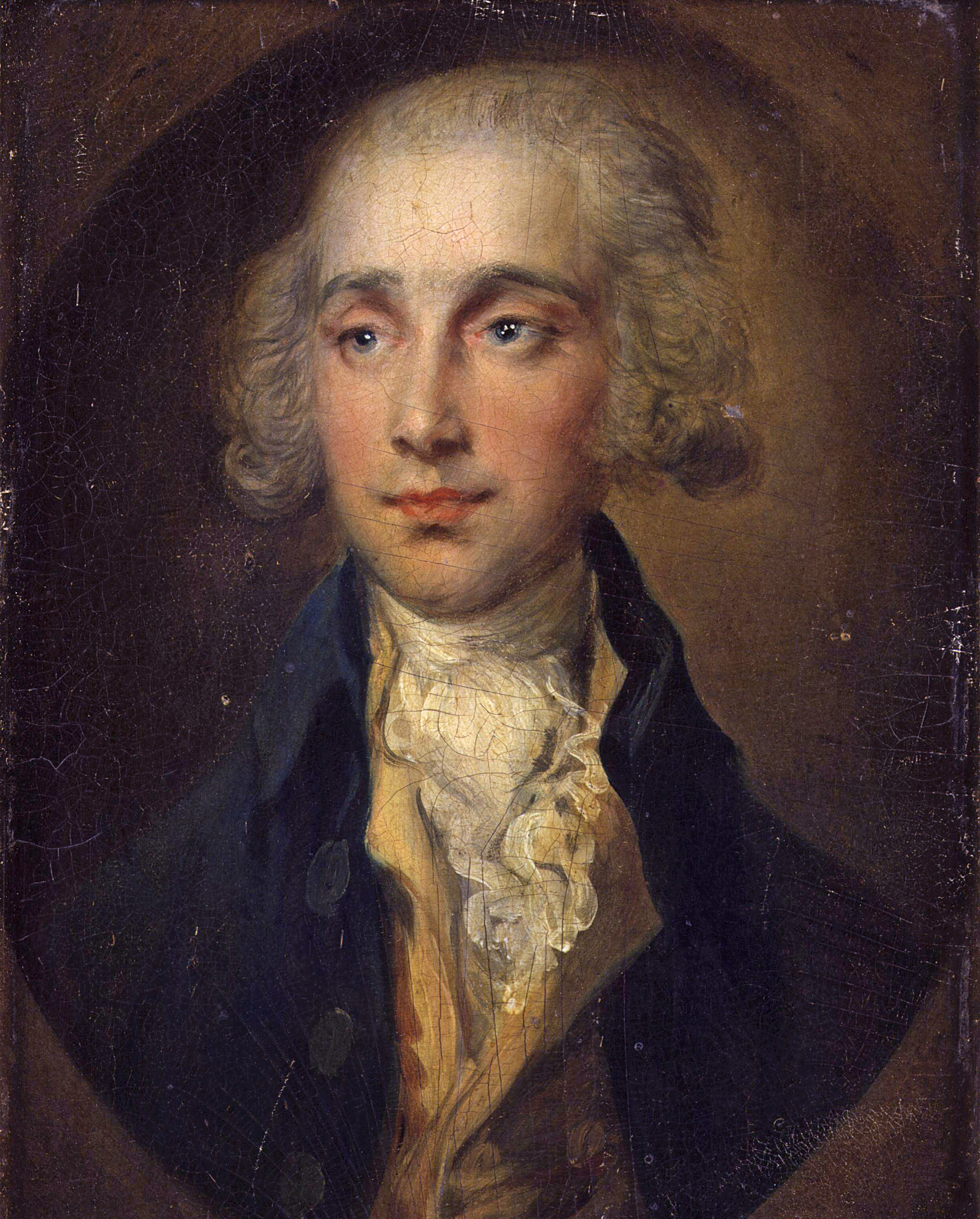
ローダーレール卿、トマス・ゲインズバラ画

1785年、アーノルドと息子のリチャードはニューブランズウィック州セントジョンに移動し、西インド諸島との貿易を行う事業を設立した。最初の商船ロード・シェフィールドが到着したときには、アーノルドが騙したと言う造船業者からの告発も付いてきた。アーノルドは契約で合意していた商船の引渡しが遅れたときの損料を引いただけだと主張した。その商船が最初の航海を終えた後、アーノルドは1786年に家族をセントジョンに連れてくるためにロンドンに戻った。ロンドンに居る間に、彼がいない間にペギーが争っていた未払い負債に関する訴訟に巻き込まれ、フィラデルフィアに住んでいる時の負債12,000ポンドを解決するために900ポンドを払った。1787年に家族でセントジョンに移住し、アーノルドは一連のまずい取引や些細な訴訟で大騒ぎを起こした。最も重大な名誉棄損の訴訟で以前の共同経営者に勝訴した後、町の住人が彼の家の前、ペギーや子供達が見ている所で彼の肖像を燃やした。アーノルド家の家族は1791年12月にセントジョンを離れてロンドンに戻った。
1792年7月、ローダーデール伯爵が貴族院でアーノルドの名誉を攻撃した後、アーノルドは伯爵と決闘したが流血は無かった。フランス革命が起こり、アーノルドは私掠船を仕立てて、危険性は増したものの西インド諸島との貿易を続けた。グアドループではイギリスのスパイ容疑でフランス当局に投獄され、守衛に賄賂を渡して海上封鎖中のイギリス艦隊に逃げることで絞首刑をなんとか免れた。イギリスが領有する諸島で民兵隊の立ち上げに貢献し、土地の所有者達からはその努力に称賛を受けた。アーノルドはこの仕事で広く尊敬と新しい職を得ることを望んでいたが、その代わりに自身と息子達のために、アッパー・カナダ（現在のオンタリオ州レンフルー近く）に15,000エーカー (60 km2) の土地特許を得た。

## アーノルドの死とその後の評価

### 死
1801年1月、アーノルドの健康が悪化した。1775年以来患っていた痛風で、怪我をしていない足が悪くなって航海にも出られなくなった。怪我した足は常に痛み、杖無くしては歩けなかった。医者は浮腫だと診断し、田園部を訪れることだけが一時的にその容態を改善した。この年の6月16日、幻覚症状が4日間続いた後で死んだ。60歳だった。死の床にあるときに、「私の戦闘を戦ったこの古い制服で死なせてくれ。神は別の制服を着けても許してくれる」と言ったとする伝説があるが、作り話の可能性がある。アーノルドはロンドンのバタシーにあるセントメアリーズ教会に葬られた。教区記録における書記の誤りのため、1世紀後の教会改修のときに、その遺骸は無縁者共同墓地に移された。葬列は「7台の葬送用大型四輪馬車と4台の儀式用馬車」が続いたが、軍葬の礼ではなかった。
アーノルドは負債のために小さくなった所領を残し、負債はペギーが清算した。その遺産分配の中に、ニューブランズウィックに居た時に認知した庶出の息子、ジョン・セイジに遺贈されたものがあった。

### 悪魔化
アメリカ合衆国の独立に対するアーノルドの貢献は大衆文化の中でほとんど過少に評価されており、その名前は19世紀に「裏切り｣と同義語になった。その裏切りが公になった直後にアーノルドの悪魔化が始まった。聖書にある主題がしばしば想起され、ベンジャミン・フランクリンは「ユダは只一人の男を売ったが、アーノルドは300万人を売った」と記し、アレクサンダー・スカメルはアーノルドの行動を「地獄の様に黒い」と表現した。

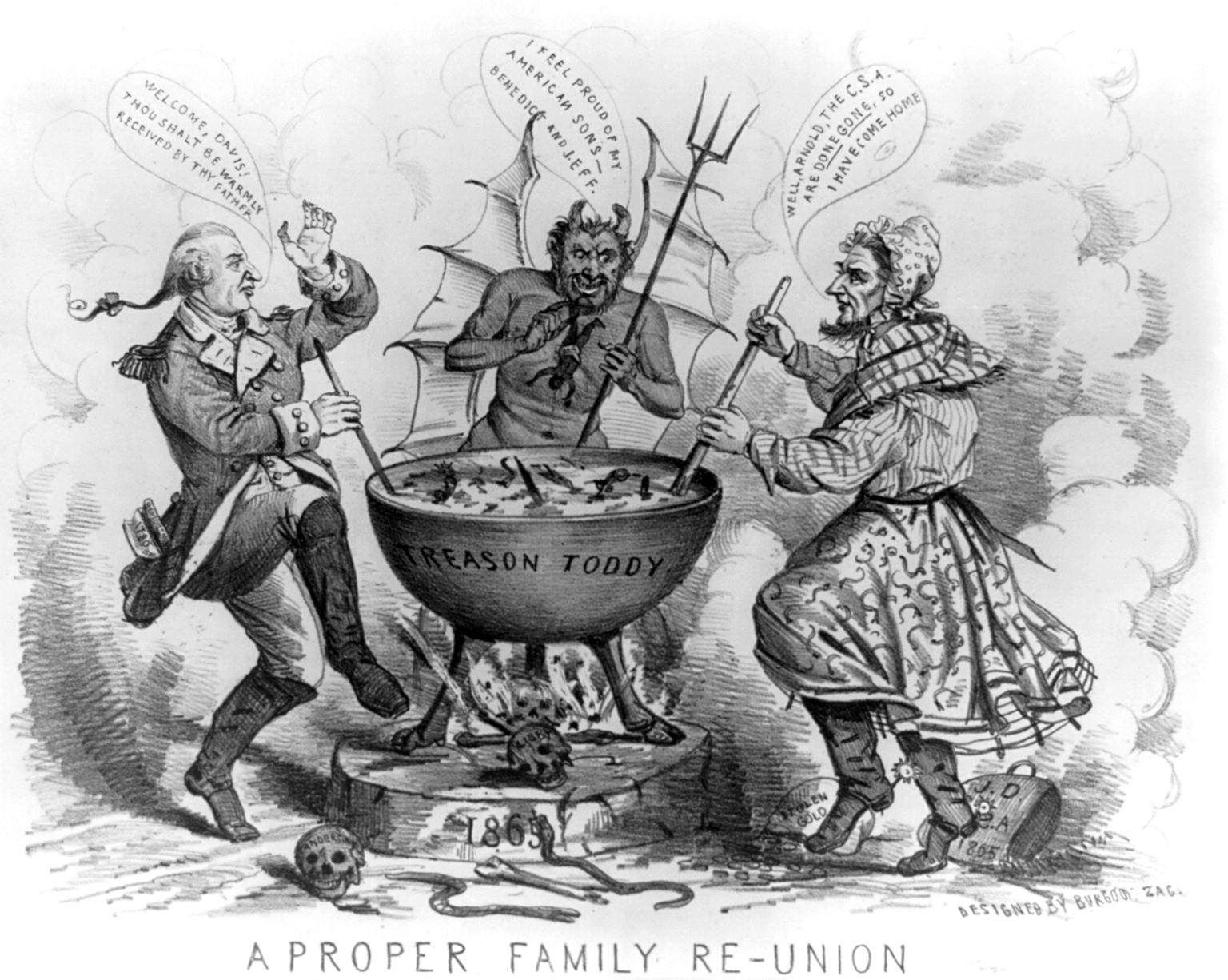
1865年の政治風刺漫画、ジェファーソン・デイヴィスとアーノルドが地獄に居る様子を描いている

初期の伝記作者はアーノルドの全生涯を不誠実で道徳的に問題のある行動で描こうとした。アーノルドに関する最初で主要な伝記は1832年にジャレド・スパークスが出版した『ベネディクト・アーノルドの生涯と裏切り』であり、アーノルドの狡賢い性格が子供時代の経験から如何に形成されたとされているかを示して、とくに手厳しい内容になっている。19世紀半ばに一連の道徳的伝記を著したジョージ・カニング・ヒルは、1865年のアーノルドの伝記を「ベネディクト、裏切り者、生まれは...」で始めた。ブライアン・カーソは、19世紀が進行するに連れて、アーノルドが裏切った話は建国物語の一部として神話に近い要素となり、南北戦争に繋がる党派的抗争が増すと再び想起されたと記した。ワシントン・アーヴィングはその1857年の著書『ジョージ・ワシントンの生涯』の中で、連邦の解体にたいする議論の一部に使い、独立に導いたニューイングランドと南部諸州の一体化のみがウェストポイントを守ったことで一部可能になったと指摘した。ジェファーソン・デイヴィスなど南部分離主義指導者達はアーノルドと比較されることを、暗にまた明確に分離の考え方を裏切りに擬えるの好まなかった。「ハーパーズ・ウィークリー」紙は1861年に、アメリカ連合国の指導者達を「数人の男達がこの巨大な裏切りを指示しており、その側ではベネディクト・アーノルドが聖人のように白く輝いている」と表現する記事を掲載した。
アーノルドの小説上の扱いも強く否定的調子を帯びている。『残酷な少年』と題する道徳的子供向け物語は19世紀に広く回し読みされた。この中では鳥の巣から卵を盗み、昆虫の羽を毟り、またその他気ままな残酷さを見せる少年が、成長して母国を裏切る者になると表現した。この少年の正体は本の最後まで明らかにされず、最後に生まれはコネチカット州のノリッジだとされ、名前はベネディクト・アーノルドと明かされる。しかしアーノルドに関する叙述の全てが強く否定的というわけではない。19世紀の劇作ではアーノルドの二枚舌を探求し、悪魔化するよりも理解しようとしている。
アメリカ独立を扱う小説は時としてアーノルドを登場させている。アーノルドを概して肯定的に扱っている著名なものとしては、ケネス・ロバーツによる連作であり、アーノルドが参戦した多くの方面作戦を網羅している。
- 『アランデル』（1929年出版） - ケベックの戦いまでの独立戦争
- 『武器を持った暴徒』（1933年出版） - サラトガの戦いまでの独立戦争
- 『オリバー・ウィズウェル』（1940年出版） - ロイヤリストの見方からの独立戦争

## 家族
マーガレット・マンスフィールドとの結婚で、アーノルドはつぎの子供達をもうけた。
ベネディクト・アーノルド6世（1768年-1795年）、イギリス軍の大尉、戦死
リチャード・アーノルド（1769年-1847年）
ヘンリー・アーノルド（1772年-1826年）
ペギー・シッペンとの結婚で、アーノルドはつぎの子供達をもうけ、息子達はイギリス軍で活躍した。
エドワード・シッペン・アーノルド（1780年-1813年）、中尉
ジェイムズ・ロバートソン・アーノルド（1781年-1854年）、中将
ジョージ・アーノルド（1787年-1828年）、中佐
ソフィア・マティルダ・アーノルド（1785年-1828年）
ウィリアム・フィッチ・アーノルド（1794年-1846年）、大尉

## 遺産

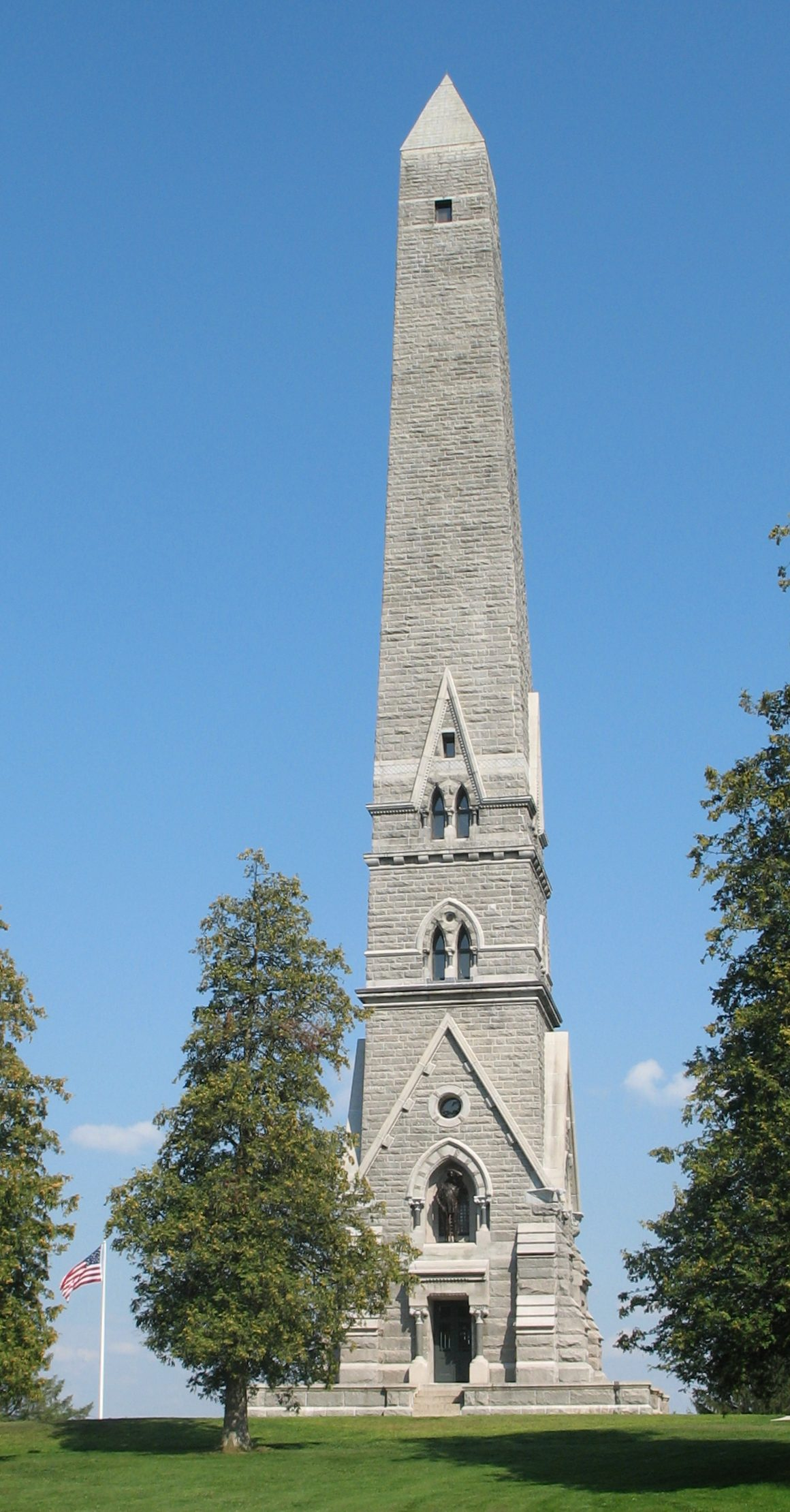
サラトガの戦い記念塔、ニューヨーク州ビクトリーのサラトガ国立歴史公園

ニューヨーク州サラトガ郡のサラトガ国立歴史公園として保存されているサラトガ戦場跡に立つ戦勝記念碑には、サラトガの戦いで活躍した4人の英雄を顕彰する壁龕があるが、ゲイツ、スカイラーおよびモーガンの像があるのみで、その内の1つは空白のままである。ベネディクト・アーノルドの像を入れるためだと言われる。
ウェストポイントの陸軍士官学校の庭には、独立戦争で従軍した全ての将軍を記念する銘盤がある。1つの銘盤は「少将」という階級と「1740年生まれ」と記されているだけで、名前は無い。
アーノルドが暮らしたロンドンの中心グロスタープレース62番の家は現在も残っており、アーノルドを「アメリカの愛国者」と記述している銘盤がある。
イングランドのバタシーにあるセントメアリーズ教会はアーノルドが埋葬された所であり、1976年から1982年の間に追加された記念ステンドグラス窓がある。
カナダのニューブランズウィック州の州都フレデリクトンにあるニューブランズウィック大学の職員クラブには、ベネディクト・アーノルドの部屋がある。ここではアーノルド直筆の手紙が額に入れられ壁に掛けられている。

### その他の参考図書
- Roberts, Kenneth (1995 (first published 1929)). Arundel. Camden, ME: Down East Enterprise. ISBN 9780892723645. OCLC 32347225
- Roberts, Kenneth (1996 (first published 1933)). Rabble in Arms. Camden, ME: Down East Enterprise. ISBN 9780892723867. OCLC 34651615
- Roberts, Kenneth (1999 (first published 1940)). Oliver Wiswell. Camden, ME: Down East Enterprise. ISBN 9780892724680. OCLC 40668330
- Sparks, Jared (1835). The Life and Treason of Benedict Arnold. Boston: Hilliard, Gray. OCLC 2294719
- Todd, Charles Burr (1903). The Real Benedict Arnold. New York: A.S. Barnes. OCLC 1838934